# それゆけホッティーズ!
『それゆけホッティーズ!』は、1994年10月1日から1997年3月29日までに中国地方のTBS系列局で放送された中国放送（RCCテレビ）制作のブロックネット番組・児童向け科学情報番組である。

## 概要
あのねのねの清水國明が子どもたちとともに、小中学生から寄せられる科学に関する素朴な疑問を解決する情報番組。番組後半ではアニメのホッティーズ博士による解説が入った。
放送時間は土曜日17:45からの15分間であった（特別編成の場合を除く）。番組タイトルは広島（Hiroshima）、岡山（Okayama）、鳥取（Tottori）、山口（Yamaguchi）、島根（Shimane）の頭文字をつなげたもの。広島県教育委員会・岡山県教育委員会・山口県教育委員会・鳥取県教育委員会・島根県教育委員会の後援番組。また、中国電力の一社提供番組。

## 出演者
- 清水國明（あのねのね） - ただし、疑問解決の部分をRCCの局アナウンサーが担当した回もある。
- 滝口順平 - ホッティーズ博士の声（声の出演）

## ネット局
- 中国放送（RCC、制作局）
- 山陰放送（BSS）
- 山陽放送（RSK）
- テレビ山口（tys）

## スタッフ
- 監修：向山洋一
- 企画：白田博彦
- 構成：木村仁
- テーマ曲：「あいあい行進曲（マーチ）」（BY・オプティム）
- 制作著作：中国放送・電通

## 関連番組
- ふしぎのトビラ（東北放送） - 2006年4月より東北・新潟地方のJNN系列（+秋田放送）にて放送されている東北電力一社提供の科学情報番組。